# Municipio de Washington (condado de Preble)
El municipio de Washington (en inglés: Washington Township) es un municipio ubicado en el condado de Preble en el estado estadounidense de Ohio. En el año 2010 tenía una población de 1824 habitantes y una densidad poblacional de 17,71 personas por km².

## Geografía
El municipio de Washington se encuentra ubicado en las coordenadas 39°46′46″N 84°38′53″O / 39.77944, -84.64806. Según la Oficina del Censo de los Estados Unidos, el municipio tiene una superficie total de 102.99 km², de la cual 102,95 km² corresponden a tierra firme y (0,04 %) 0,04 km² es agua.

## Demografía
Según el censo de 2010, había 1824 personas residiendo en el municipio de Washington. La densidad de población era de 17,71 hab./km². De los 1824 habitantes, el municipio de Washington estaba compuesto por el 98,25 % blancos, el 0,22 % eran afroamericanos, el 0,11 % eran amerindios, el 0,33 % eran asiáticos y el 1,1 % eran de una mezcla de razas. Del total de la población el 0,66 % eran hispanos o latinos de cualquier raza.